# Aéroport de Mbujimayi
L'aéroport de Mbujimayi est un aéroport situé à Mbujimayi, en République démocratique du Congo (code IATA : MJM • code OACI : FZWA). Ses installations sont situées sur le territoire de la commune de Bipemba.

## Situation
| Bandundu Basango Mboliasa Bunia Gbadolite Gemena Goma Ilebo Kalemie Kananga Kikwit Kindu Kinshasa-Ndjili Kinshasa-N'Dolo Kisangani Kolwezi Lodja Lubumbashi Matari Matadi Mbandaka Mbuji Mayi Nioki Tshikapa Tshumbe |

## Compagnies et destinations
| Compagnies         | Destinations                 |
| ------------------ | ---------------------------- |
| Air Kasaï          | Kananga, Kinshasa-N'djili    |
| Congo Airways      | Kinshasa-N'djili, Lubumbashi |
| Ethiopian Airlines | Addis-Abeba Bole             |

Édité le 15/05/2018  Actualisé le 24/10/2023